# Biopunk

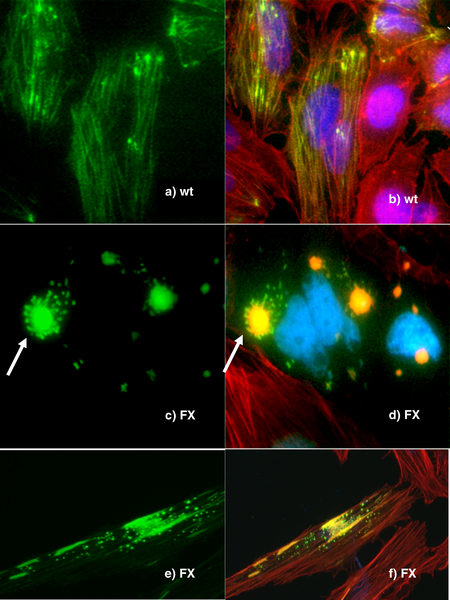
Im Biopunk beginnen Veränderungen oft in den kleinsten Einheiten, wie den hier gezeigten menschlichen Zellen

Biopunk (Kofferwort aus der griechischen Vorsilbe bio für „Leben“ und Punk) beschreibt eine Subkultur und bedient sich hauptsächlich Elementen des Cyberpunks. Hierbei liegt der Schwerpunkt auf Biotechnologie und Genmanipulation sowie damit verbundener Landwirtschaft bis hin zur Genmanipulation des Menschen selbst. Meist werden dabei mögliche Konsequenzen durch Gentechnik durchgespielt, wobei im Vergleich zum Cyberpunk futuristische Aspekte der digitalen Infrastruktur in den Hintergrund rücken.

## Entstehung und inhaltliche Ausrichtung

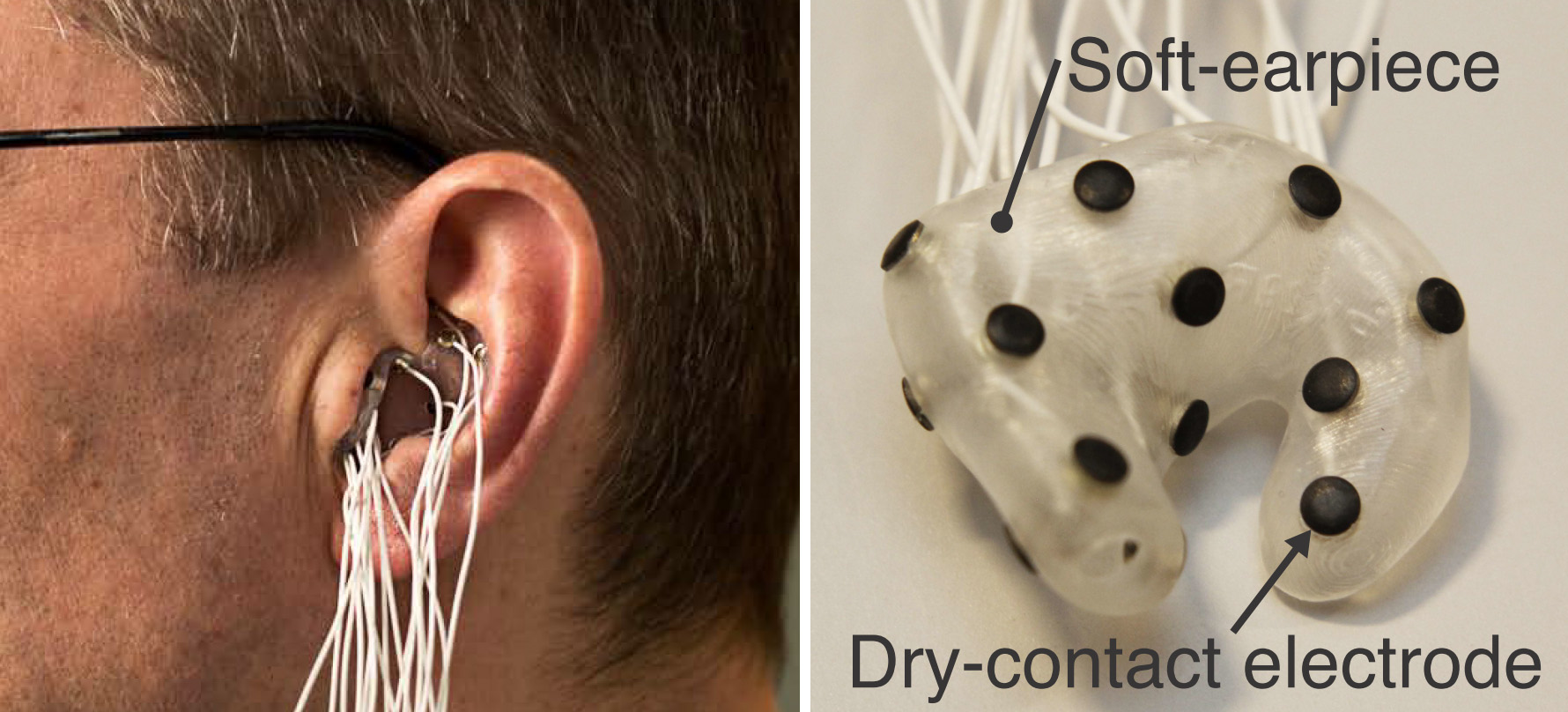
Tragbare medizinische Messgeräte, wie dieses EEG-Messgerät, dienen oft als Vorbild für körpernah getragenen oder implantierte Geräte mit unterschiedlichen Funktionen

Biopunk als Begriff wurde erstmals im Roman Ribofunk von Paul Di Filippo erwähnt, der als eins der literarischen Hauptwerke des Subgenres gilt.
Häufig werden im Biopunk Themen aus dem Bereich der Biotechnologie, wie gentechnische und zellbiologischen Veränderungen (inklusive Erbgutveränderungen bzw. Genome Editing), synthetische Lebensformen, Pandemien oder Epidemie, sowie durch Parasiten, Viren oder andere Organismen bedingte Dystopien. In diesem Science Fiction Genre, das vom Genre Cyberpunk abgeleitet wurde und dem Dark Future zugehörig ist, werden oft dunkle Seite von Biotechnologien mit ihren möglichen Auswirkung auf Betroffene und Gesellschaften thematisiert. Biohacker und mächtige unethische Megaunternehmen einer zukünftigen Bioökonomie spielen darin meist eine Rolle.
Inhaltlich finden sich teilweise Überschneidungen zum Body Horror, einem Filmgenre, bei dem der Schrecken, der mit unerwünschten körperlichen Veränderungen einhergeht, eine wichtige Rolle spielt. Außerdem haben die Themen Cyberware, Körpertausch und (teilweiser oder vollständiger) Körperersatz Schnittmengen mit dem Biopunk. Post-apokalyptische Zustände, wie sie z. B. nach einem Atomkrieg oder einem Super-GAU auftreten, zählen dagegen meist eher zum Genre Atompunk.

## Mode und Kleidung
Zukunftsforscher versuchen mit Hilfe der Biologie die Möglichkeiten unserer Körper zu erweitern und zu modifizieren – und das alles dank Fortschritten in Nanotechnologie, biologischen Materialien und Gentechnik. Zu diesen Modifikationen gehören u. a. künstliche (bzw. elektronische) Haut. Eine Ausstellung hat es sich in diesem Kontext zum Ziel gemacht, alle Limits des menschlichen Körpers zu hinterfragen und sich mit „Bio-Hacking“ in Fashion und Kunst auseinanderzusetzen.
Typisches, optisches Erkennungsmerkmal des Biopunk sind außerdem Atemschutzmasken und sonstige Schutzkleidung, meist zum Schutz vor biologischen Gefahren wie ansteckenden Tieren oder Pathogenen. Dabei tritt häufig das internationale Symbol für biologische und chemischen Gefahren auf.

## Rezeption in Literatur, Film und Computerspielen
Biopunk taucht in zahlreichen Büchern, Filmen und Computerspielen auf. In der folgenden Liste werden einige Beispiele aufgeführt:

### Romane
- 1985: Blutmusik von Greg Bear[7]
- 1985: Schismatrix  von Bruce Sterling[7]
- 1987: Das Bewegen der Berge  von Michael Blumlein[8]
- 1987–1989: Xenogenesis by Octavia E. Butler[7]
- 1990: Winterlong von Elizabeth Hand[9]
- 1995–2003: Das Darwin-Virus von Greg Bear[7]
- 1996: Ribofunk von Paul Di Filippo[10][11]
- 1999–2004: Rifter series von Peter Watts[7]
- 2003: Clade von Mark Budz[1][7]
- 2004: Crache von Mark Budz[1][7]
- 2004: The People of Sand and Slag  von Paolo Bacigalupi[12]
- 2007: White Devils von Paul J. McAuley[1][7][13]
- 2009: The Windup Girl (Biokrieg) von Paolo Bacigalupi[14][7]
- 2017: BIOS von Daniel Suarez[15]

### Kurzgeschichten

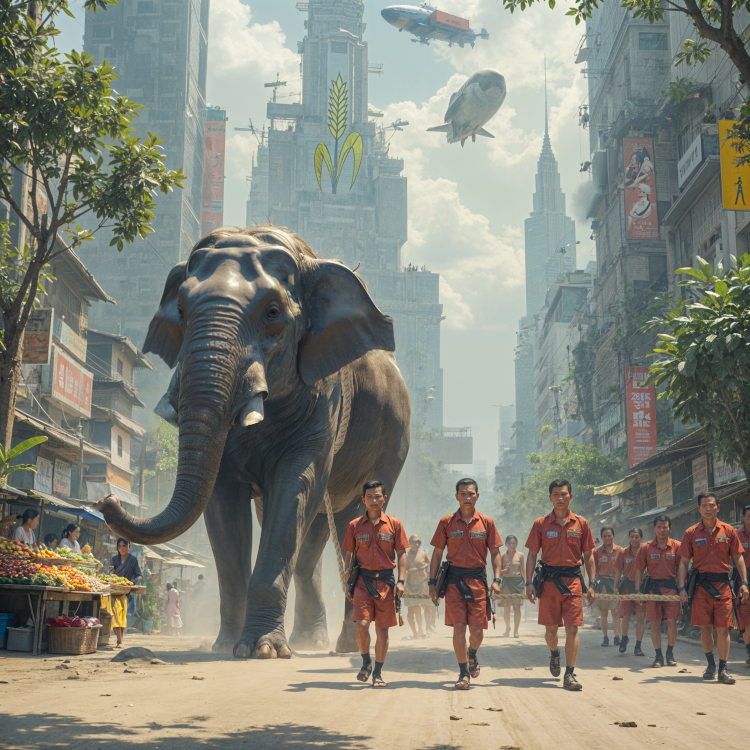
Illustration der Welt von The Windup Girl, einem der definierendsten Werke des Genres. Darin hungern große Teile der Weltbevölkerung, die von genetisch veränderten Lebensmitteln von Megakonzernen abhängig sind, mit Ausnahme von Thailand, das noch über viables Saatgut verfügt und sich erfolgreich vor häufigen künstlichen Seuchen schützt.

- 1988: The Brains of Rats von Michael Blumlein[8]
- 1991: Gene Wars von Paul J. McAuley[17]

### Comics
- seit 1986: Druuna-Serie
- 1998: Blame! von Tsutomu Nihei[18]
- seit 2007: Doktor Sleepless von Warren Ellis
- 2008–2010: Fluorescent Black von M.F. Wilson and Nathan Fox

### Film und Fernsehen
Als prominenter Vertreter des Subgenres, setzt sich der Film Gattaca mit einigen ethischen Fragen so differenziert auseinander, dass er an der University of Toronto begleitend zur Einführung in den Themenbereich Biopunk, Bioethik und die Wissenschaft der Genmanipulation gezeigt und anschließend von Wissenschaftlern und Studierenden diskutiert wird.
- 1982: Das Ding aus einer anderen Welt
- 1982: Blade Runner[7][20][21]
- 1987: Cyclops
- 1987: RoboCop
- 1995: Vernetzt – Johnny Mnemonic
- 1996: eXistenZ[20]
- 1997: Das fünfte Element
- 1997: Gattaca[7][19][20][22]
- 2000–2002: Dark Angel[7][20][23]
- seit 2002: Resident Evil[7]
- 2003: Code 46[24][25]
- 2005: Aeon Flux[20]
- 2009: Splice[7][20]
- 2009: District 9
- 2010: Repo Men[20][24]
- 2011: The Thing
- 2012: Antiviral (2012)[26][27]
- seit 2013: Orphan Black[28][29]
- seit 2020: Biohackers, Netflix-Serie[30]

### Computerspiele
- 1995: Terranigma (Tenchi Sōzō)
- 1995–2002: The Panzer Dragoon von Team Andromeda/Smilebit und Sega.
- 1996: Final Fantasy VII
- seit 1996: Resident Evil von Capcom[7]
- 2000: Evolva von Computer Artworks Ltd. und Interplay Entertainment
- 2001: Dark Angel von Radical Entertainment
- 2006: Rogue Trooper von Rebellion Developments und Eidos Interactive
- seit 2007: BioShock von Irrational Games und 2K Games[7]
- seit 2013: The Last of Us von Sony Computer Entertainment und Naughty Dog
- 2008: Fracture von Day 1 Studios und LucasArts
- 2009: Prototype von Radical Entertainment und Activision
- 2011: Crysis 2 von Crytek und Electronic Arts
- 2017: Prey von Arkane Studios